# J. Sargeant Reynolds

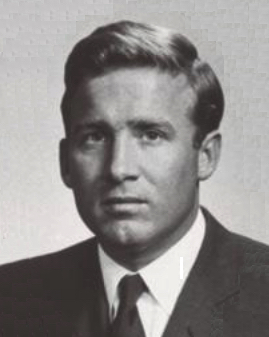
J. Sargeant Reynolds

Julian Sargeant Reynolds (* 30. Juni 1936 in New York City; † 13. Juni 1971 ebenda) war ein US-amerikanischer Politiker. In den Jahren 1970 und 1971 war er Vizegouverneur des Bundesstaates Virginia.

## Werdegang
Sargeant Reynolds wurde in eine vermögende Familie hineingeboren. Sein Vater war Präsident und Vorstandsvorsitzender der Firma Reynolds Metals Company. Im Jahr 1947 absolvierte er die St. Christopher's School in Richmond. Anschließend war er bis 1954 am Woodberry Forest College in Orange eingeschrieben. Schließlich studierte er bis 1958 an der Wharton School, die Teil der University of Pennsylvania ist. Danach arbeitete er im Familienunternehmen mit. Außerdem hielt er an der University of Richmond Vorlesungen im Fach Wirtschaftslehre.
Politisch schloss er sich der Demokratischen Partei an. In den Jahren 1966 und 1967 saß er im Abgeordnetenhaus von Virginia; von 1968 bis 1969 gehörte er dem Staatssenat an. 1969 wurde Reynolds an der Seite von A. Linwood Holton zum Vizegouverneur von Virginia gewählt. Dieses Amt bekleidete er zwischen 1970 und seinem Tod am 13. Juni 1971. Dabei war er Stellvertreter des Gouverneurs und Vorsitzender des Staatssenats. Im Sommer 1970 wurde bei ihm ein unheilbarer Gehirntumor festgestellt. Durch die Behandlung der Krankheit wurde sein Körper so geschwächt, dass er einer zusätzlich aufgetretenen Lungenentzündung nichts mehr entgegensetzen konnte. Daran ist er letztlich gestorben. Allerdings war sein Tod auch ohne die Lungenentzündung absehbar, da der Tumor unheilbar war. Zuvor galt er als Hoffnungsträger seiner Partei sowohl auf Staats- als auch auf Bundesebene. Er wurde als möglicher Kandidat für die nächsten Gouverneurswahlen gehalten. Auch ein Sprung in den US-Senat wäre denkbar gewesen. Optimisten sahen in ihm einen zukünftigen Präsidentschaftskandidaten.